# Bjørn Gjerde
Bjørn Dencker Gjerde (ur. 15 kwietnia 1976), znany również jako Draug Aldrahn – norweski muzyk, kompozytor, wokalista, autor tekstów i instrumentalista. Bjørn Gjerde znany jest przede wszystkim z występów w awangardowym zespole blackmetalowym Dødheimsgard. W międzyczasie, 1995 roku na krótko dołączył do formacji Old Man’s Child. Z kolei w latach 1995-1999 współtworzył grupę Zyklon-B. W 2000 roku dołączył do zespołu Snorre Rucha - Thorns. Od 2007 jest wokalistą formacji The Deathtrip. Gjerde wystąpił ponadto gościnnie, w tym jako autor tekstów na płytach takich zespołów jak: Dimmu Borgir, Darkthrone, Isengard i Aura Noir.